# Mammillaria rekoi
Mammillaria rekoi là một loài thực vật có hoa trong họ Cactaceae. Loài này được Vaupel mô tả khoa học đầu tiên năm 1925.